# ۹۴۴۶ سیسرون
سیارک ۹۴۴۶ (به انگلیسی: 9446 Cicero، نامگذاری:1997JT11) نه هزار و چهارصد و چهل و ششمین سیارک کشف شده‌است که در ۳ مه ۱۹۹۷ کشف شد.
قدر مطلق سیارک برابر ۱۳٫۵۰ است.